# Kuntur Wasi
Kuntur Wasi é um sítio arqueológico datado do Período Formativo Inferior, localizado na província de San Pablo,  Região de Cajamarca, Peru.  Na língua quechua, Kuntur Wasi significa Casa do Condor. De acordo com o arqueólogo japonês, Yoshio Onuki, estudioso principal deste sítio arqueológico, Kuntur Wasi é uma expressão de pré-chavin, mas que posteriormente teve uma grande influência não só da Cultura Chavín, mas também da Cupisnique especialmente em ourivesaria e cerâmica. 

## Fases de ocupação
Kuntur Wasi passou pelos seguintes períodos: 
- Fase Ídolo (1100-800 a.C.): Construção do centro ceremonial com pisos revestidos com cal branco. Nesta fase, existia uma certa relação com Huacaloma e Pacopampa.
- Fase Kuntur (800-500 a.C.): Construção do novo complexo ceremonial em forma de U. Trabalhos com cerâmica fina, ouro e prata são desenvolvidos.
- Fase Copa (500-250 a.C.): Modificação do complexo arquitetônico cerimonial e a renovação do sistema de drenagem.
- Fase Sotera (250 -50 a.C.): Existe una relação con la Fase Layzón do Vale de Cajamarca. É a fase de decadência de Kuntur Wasi.

## Descrição do sitio

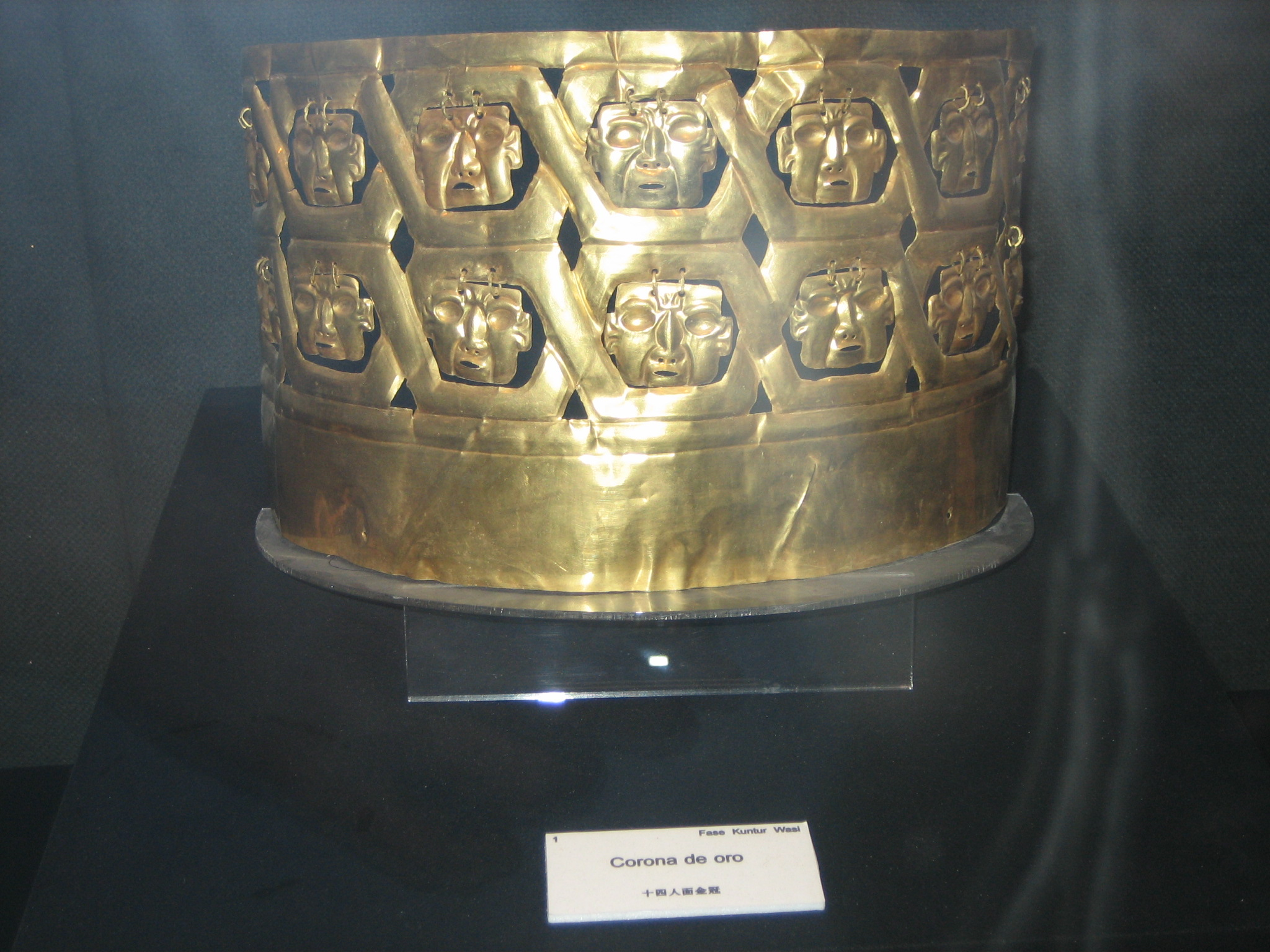
Krone kuntur

Kuntur Wasi foi construído no topo de uma colina conhecida como La Copa. A construção mais importante de Kuntur Wasi é o edifício principal em forma de pirâmide retangular com quatro terraços que termina em um nível superior, a área da estrutura tem cerca de 130 mil metros quadrados. Na área superior da piramide, existe uma praça retangular em formato de arena vermelha que foi que foi decorada com tinta branca e laranja. Adjacente a esta praça existe uma plataforma de pedra cuja altura original ultrapassou os dois metros e provavelmente suportava as estruturas de algum templo. Na parte norte da pirâmide, há uma grande escadaria de pedra que dá acesso ao topo. 

## Descobertas
Durante as escavações foram encontradas quatro tumbas na primeira plataforma principal, jarras com asa em forma de estribo, compoteiras e panelas de cerâmica relacionadas à Cultura Cupisnique, bem como peças de ouro e talheres com elementos decorativos relacionados ao sitio arqueológico de Chongoyape , localizado no distrito do mesmo nome. Em um dos túmulos, foi desenterrada uma múmia de um nobre pertencente à casta sacerdotal em posição de agachamento que estava sobre um piso de cinábrio com uma coroa de ouro laminar adornada com duas fileiras cada uma contendo sete pingentes em forma de rostos, conhecida como "a coroa dos catorze rostos".  Em um outro túmulo foi encontrado um jovem com protetores de orelha feitos com discos de ouro e contas de pedra. Um terceiro túmulo continha uma coroa de ouro, dois peitorais retangulares, todos decorados com motivos em relevo de jaguar, um peitoral em forma de H e um peitoral com motivo mitológico. Finalmente, foram encontrados os restos de uma mulher idosa com 7000 contas e laminas, ambas de pedra, e 21 placas de ouro e prata em forma de pássaros. 